# Indiana Tigers
O Gary Tigers foi um clube americano de futebol com sede em Gary, Indiana, que era membro da American Soccer League.

## História
Para a temporada de 1974, a equipe foi renomeada como Indiana Tigers. Seu treinador era Rosario Cammarata.